# Žan Košir
Žan Košir, slovenski deskar na snegu, * 11. april 1984, Tržič, Slovenija
Košir je trenutno eden izmed najboljših deskarjev v alpskih disciplinah na snegu. Tekmuje v pararelnem slalomu in veleslalomu. Ima svojo lastno ekipo, ki jo tudi vodi.

## Kariera

### 2010: Zimske olimpijske igre v Vancouvru
Prvič je na zimskih olimpijskih igrah nastopil v Vancouvru, leta 2010. Tam je osvojil 6. mesto, s čimer je izenačil takrat najboljši slovenski dosežek v tej disciplini, ki ga je v Torinu leta 2006 dosegel najboljši slovenski deskar, zdaj že upokojeni Dejan Košir, ki ni v sorodu z Žanom.

### 2014: Zimske olimpijske igre v Sočiju
Na Zimskih olimpijskih igrah 2014 v Sočiju je v paralelnem veleslalomu osvojil bronasto medaljo, ki je prva za slovenijo v deskanju na snegu, na paralelnem slalomu je osvojil še srebrno medaljo.

### Sezona 2014/15: Veliki kristalni globus
V tej sezoni je Žan Košir kot prvi Slovenec osvojil veliki kristalni globus za slovensko deskanje. Poleg velikega je osvojil še dva mala in tako osvojil vse globuse, ki se podeljujejo.
Na svetovnem prvenstvu v Lachtalu 2015 je v paralelnem slalomu osvojil srebrno medaljo.

## Dosežki

### Kristalni globusi
3 kristalni globusi (1 veliki, 1 veleslalomski, 1 veleslalomski)
| Sezona  |                      |
| Globusi |                      |
| 2014/15 | Skupni seštevek      |
| 2014/15 | Paralelni veleslalom |
| 2014/15 | Paralelni slalom     |

### Dosežki v svetovnem pokalu
| Sezona          |                  |                      |    |
| Skupni seštevek | Paralelni slalom | Paralelni veleslalom |    |
| 2012/13         | 3                | 2                    | 5. |
| 2013/14         | 3                | 4.                   | 3  |
| 2014/15         | 1                | 1                    | 1  |

### Zmage v svetovnem pokalu
| Zmage v svetovnem pokalu |             |           |            |
| Datum                    | Prizorišče  | Država    | Disciplina |
| 12. januar 2013          | Bad Gastein | Avstrija  | slalom     |
| 9. januar 2015           | Bad Gastein | Avstrija  | slalom     |
| 28. februar 2015         | Asahikawa   | Japonska  | veleslalom |
| 1. marec 2015            | Asahikawa   | Japonska  | slalom     |
| 6. marec 2021            | Rogla       | Slovenija | veleslalom |

### Olimpijske igre
| Uvr.  |                  |            |            |                      |
| Datum | Leto             | Prizorišče | Disciplina |                      |
| 6.    | 27. februar      | 2010       | Vancouver  | Paralelni veleslalom |
|       | 19. februar      | 2014       | Soči       | Paralelni veleslalom |
|       | 22. februar      | 2014       | Soči       | Paralelni slalom     |
|       | 24. februar 2018 | 2018       | Pjongčang  | Paralelni veleslalom |